# Rödermühle Saathain

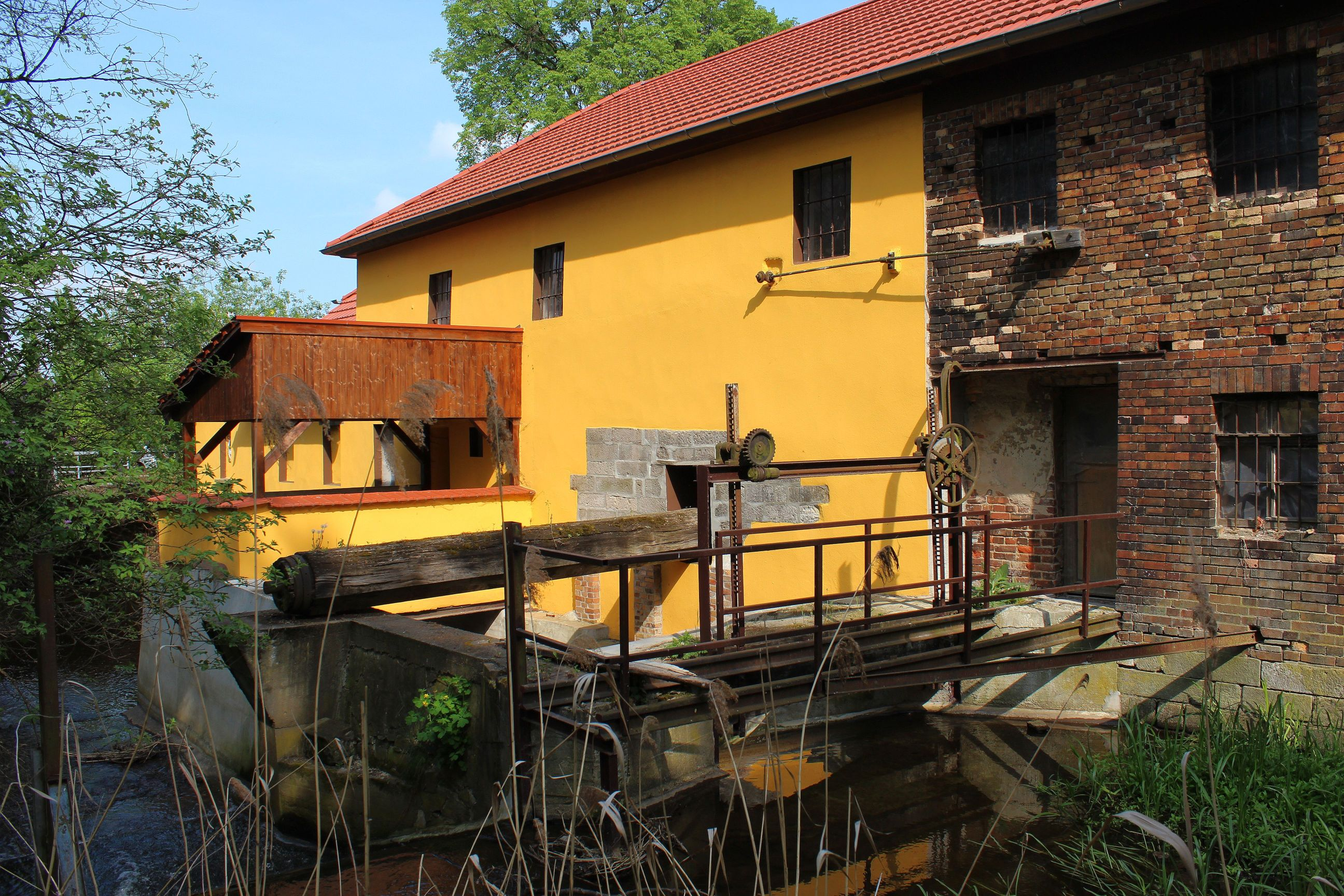
Rödermühle Saathain

Die Rödermühle befindet sich am einstigen Flusslauf der Großen Röder in Saathain, einem Ortsteil der südbrandenburgischen Gemeinde Röderland.

## Geschichte

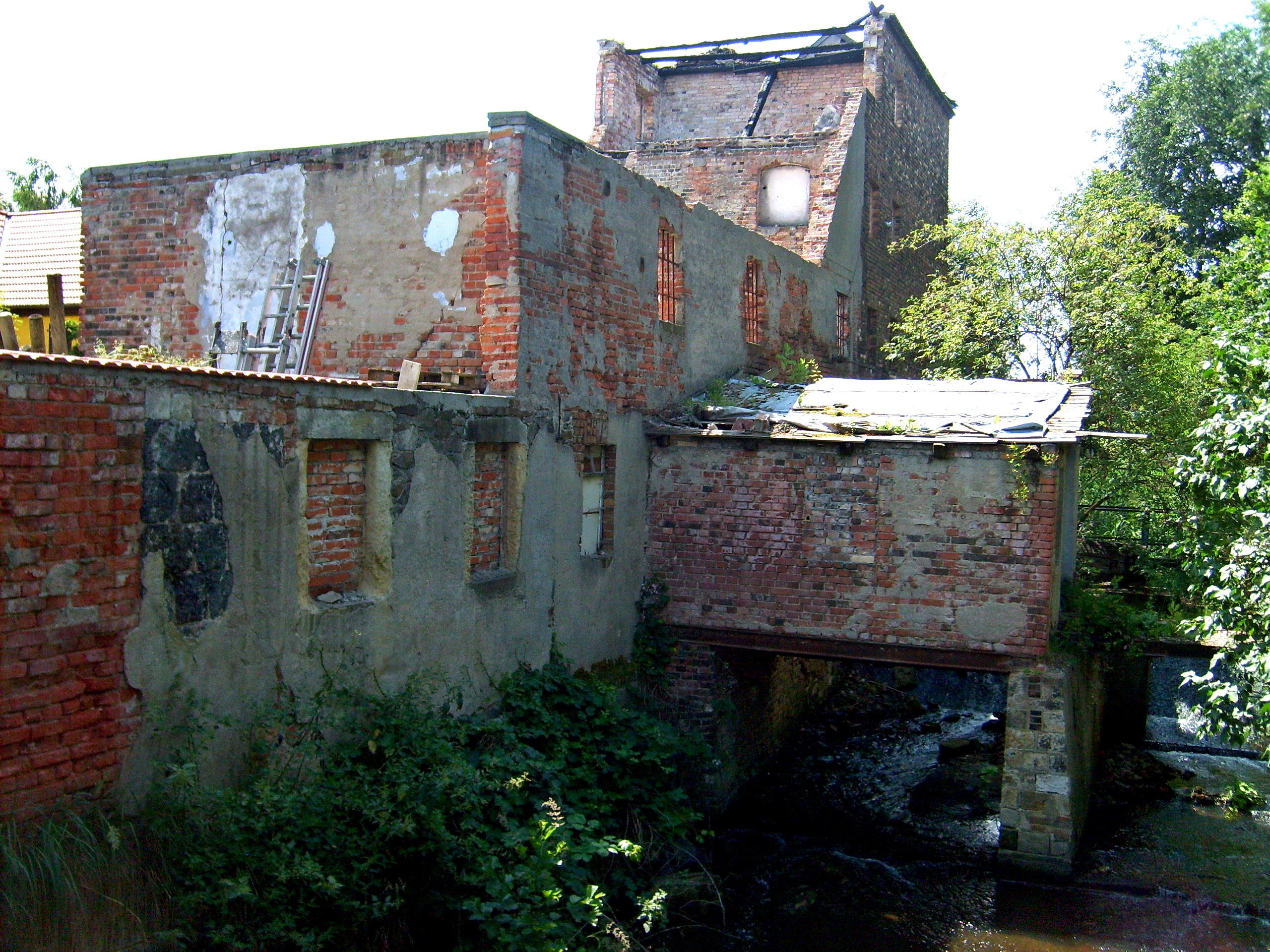
Die Ruine der Rödermühle (2009)

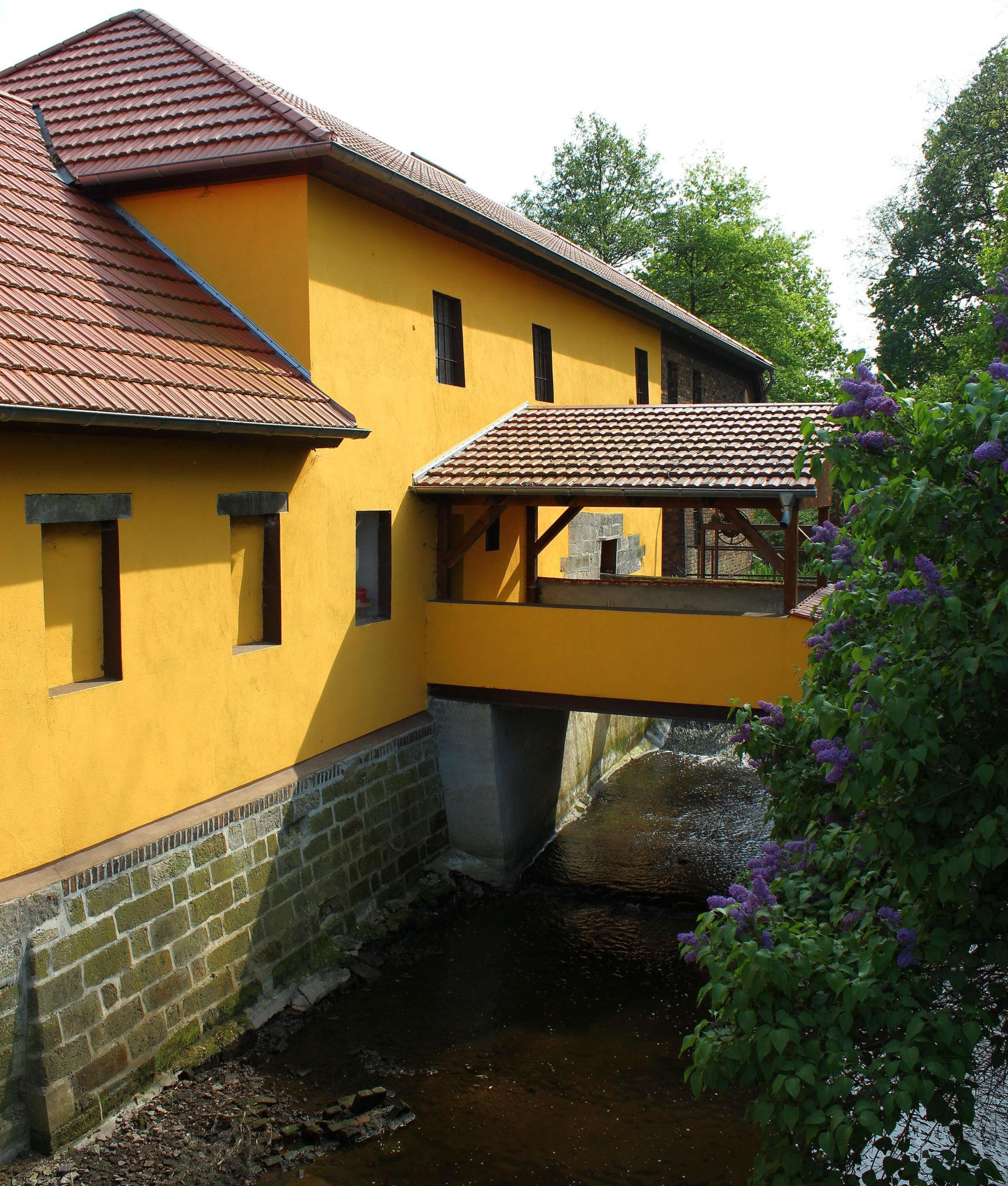
Die wiedererrichtete Rödermühle (2014)

Wie der Pfarrer und Historiker Wolfgang Bastian 1941 in einem Brief an den Mühlenbesitzer Weber schrieb, wurde die Rödermühle in der Siedlung Neusaathain erstmals im 16. Jahrhundert in Lehensbriefen der Herrschaft Saathain urkundlich aufgeführt. Das Bauwerk wurde 1932 auf vier Stockwerke erhöht und besaß einen Speicheranbau sowie ein drei Meter breites Kropfrad mit einem Durchmesser von 5,5 Metern, drei Holzkränzen und Blechschaufeln.
Der älteste bekannte Müller ist Hans Lindener, der ab 1649 in den Taufregistern des Ortes auftauchte und 1664 verstarb. Ihm folgte sein Schwiegersohn Martin Zehrfeld. Ab 1695 ging die Mühle in den Besitz von Johann Gebhardt und dann an dessen Bruder Martin über, der später die Wassermühle im benachbarten Prieschka pachtete. Anschließend wechselte die Rödermühle, welche 1791 im sächsischen Verzeichnis als Wassermühle mit drei Gängen aufgeführt wurde, noch mehrmals den Besitzer. 1840 kam die Mühle schließlich in den Besitz der Familie Weber, wo sie bis 1993 blieb. Nachdem 1973 unverhofft der Müllermeister Oskar Kurt Weber verstorben war, erhielt sein Sohn Hans-Joachim Weber trotz vieler Bemühungen keine Gewerbegenehmigung und der Mühlenbetrieb wurde 1974 eingestellt.
Kurz nach der Wende wurde das Grundstück verkauft und geteilt. Die Mühle war zu diesem Zeitpunkt bereits dem Verfall preisgegeben. Während ein Teil des Grundstückes 1995 in den Besitz der aus Berlin stammenden Familie Schenk überging, die hier eine Baumschule eröffnete, erwarb den anderen Teil mit der historischen Wassermühle der Hobbyhistoriker Werner Weigold. Weigold begann hier mit der Restaurierung des historischen Bauwerks und hatte die Vision, mit der Rödermühle Strom zu erzeugen. Die Produktion von 168.000 kWh Strom sollte möglich sein, wovon 148.000 kWh in das öffentliche Netz eingespeist werden sollten. Außerdem sollte das Bauwerk unter anderem für Führungen geöffnet und zum Teil wieder in Betrieb genommen werden.
In der Nacht vom 20. zum 21. September 1997 zerstörte allerdings ein Großbrand die Mühle und vom Bauwerk blieben nur noch die Grundmauern übrig. Weigold kam mit einer Rauchvergiftung und einem Schock ins Krankenhaus. Sein Projekt wurde später aufgegeben und die verbleibende Ruine schließlich 2006 vom Baumschulenbesitzer Marco Schenk (* 1966; † 2013) ebenfalls erworben. Seither wurden die verbliebenen Reste der Mühle grundlegend saniert und das Gebäude wieder aufgebaut.

## Kultur und Tourismus
Auf dem Gelände der Saathainer Rödermühle befindet sich in den Räumlichkeiten der ehemaligen Kutschenremise und des Logierpferdestalles eine 1998 eröffnete Galerie, welche für Ausstellungen regionaler Künstler genutzt wird. Außerdem befindet sich hier ein Sommer-Café sowie ein Streichelzoo.